# Ганджи
Ганджи (итал. Gangi) — коммуна в Италии, располагается в регионе Сицилия, подчиняется административному центру Палермо.
Население составляет 6 568 человек (на 2018 год), плотность населения составляет 51,53 чел./км². Занимает площадь 127,47 км². Почтовый индекс — 90024. Телефонный код — 0921.
Покровителем коммуны почитается Святой Дух, празднование в Духов день, и святой Катальд, празднование 10 мая.
Ганджи входит в список красивейших деревень Италии «I borghi più belli d’Italia», а в 2014 году была провозглашена красивейшей деревней Италии «Borgo dei borghi 2014»
Ганджи получил общемировую известность благодаря проекту продажи заброшенного жилья за символическую сумму в 1 евро.

## Города-побратимы
- Палаццоло-Акреиде[2]